# Polskie Radio 2
Polskie Radio 2 (kurz PR2, voller Name: Polskie Radio Program Drugi, Aussprache [ˈpɔlskʲɛ ˈradjɔ ˈprɔgram ˈdrʊgi], dt. Polnischer Hörfunk Zweites Programm bzw. Program Drugi Polskiego Radia [ˈprɔgram ˈdrʊgi ˈpɔlskʲɛgɔ ˈradja], dt. Zweites Programm des polnischen Hörfunks, auch Dwójka [ˈdwʊjka], dt. Die Zwei genannt) ist das zweite Programm der öffentlich-rechtlichen Hörfunkanstalt Polens namens Polskie Radio.

## Geschichte
Der Sendebetrieb des Zweiten Hörfunkprogramms aus Warschau begann am 1. März 1937 um 13:10 Uhr.
In einer 24-stündigen Protestaktion, mit der die Öffentlichkeit auf die Bedrohung aufmerksam gemacht werden sollte, die die Kürzung der öffentlichen Mittel und das Fehlen klarer Garantien für die künftige Finanzierung für den Sender und die von ihm geförderten kulturellen Aktivitäten darstellt, ersetzten die Mitarbeiter von Dwójka zwischen 6.00 Uhr am 8. Juli 2009 und 6.00 Uhr am nächsten Morgen alle geplanten Sendungen durch eine Aufnahme von Vogelgesang, unterbrochen von Durchsagen, in denen die Gründe für die Aktion der Mitarbeiter erläutert und die Öffentlichkeit um Unterstützung gebeten wurde.

## Programm
Das Programm besteht aus Kultursendungen und klassischer Musik.

## Empfang
PR2 ist landesweit über UKW, DAB+ und die digitalen Plattformen Cyfra+ (frei) und Cyfrowy Polsat (verschlüsselt) empfangbar. Außerdem gibt es einen Livestream im Internet.